# Rynek Kościuszki w Białymstoku
Rynek Kościuszki – reprezentacyjna promenada położona w centrum Białegostoku, ciągnąca się od placu Jana Pawła II, przechodząca w pierzeję południową z ul. Suraską natomiast pierzeja północna w ul. Lipową od skrzyżowania z ul. Spółdzielczą. Pierzeję zachodnią Rynku Kościuszki tworzą linię zabudowy budynków pomiędzy ul. Suraską, a ul. Lipową na wysokości ul. Spółdzielczej.

## Położenie
Wizytówką miasta Białegostoku jest zespół architektoniczny, który tworzą park miejski – Planty, zespół pałacowo-parkowy Branickich oraz pasaż – Rynku Kościuszki z jego zabudową, wspólnie tworzące w centrum miasta specyficzne miejsce kulturalno-wypoczynkowe.
W przyszłości ma być połączony przez ul. Suraską, plac Uniwersytecki z parkiem Centralnym na terenie, którego oprócz terenów zielonych znajduje się między innymi Teatr Lalek, amfiteatr miejski oraz cerkiew św. Marii Magdaleny. Na terenie parku znajduje się zespół Opery i Filharmonii Podlaskiej – Europejskiego Centrum Sztuki w Białymstoku oddane do użytku w 2010 r.

## Historia Rynku
Przy wschodniej stronie Rynku stoi najstarszy zachowany zabytek w mieście – kościół (ukończony w 1621 r.) ufundowany przez Piotra Wiesiołowskiego – młodszego. W czasach Jana Klemensa Branickiego dokonano przebudowy obiektu, dzięki której wnętrze uzyskało wystrój rokokowy. Szczególną uwagę zwracają osiemnastowieczne organy, a także pomnik Jana Klemensa Branickiego wystawiony w 1775 r. przez Izabelę Branicką; jest to jeden z najpiękniejszych przykładów rzeźby nagrobkowej 2. połowy XVIII wieku.
Nad starym kościołem Wiesiołowskiego dominuje neogotycki kościół dobudowany na początku XX wieku według projektu Józefa Piusa Dziekońskiego. Oryginalna, pierwotna część tej budowli wygląda przy późniejszej o dwieście lat przybudówce jak skromny kościółek. W roku 1899 po 39 latach oczekiwań, mieszkańcy Białegostoku doczekali się pomyślnej decyzji ówczesnych władz guberni carskiej: wyrażono zgodę na postawienie przybudówki do istniejącego budynku, chociaż mieszkańcy starali się o nowy kościół. Jednak dzięki umiejętnie skrywanym pracom budowlanym udało się wznieść trzynawowy neogotycki kościół z charakterystycznej czerwonej cegły. W ten sposób ominięto carski zakaz budowy nowej świątyni katolickiej. Tak powstała jedyna w Polsce całość – „murowany komentarz” do dziejów prześladowań polskości przez zaborców rosyjskich w XIX w.
Po pożarze miasta w roku 1753 ówczesny właściciel Białegostoku Jan Klemens Branicki dokonał przebudowy. Z tamtego okresu pozostało na rynku tylko kilka budynków. W centrum znajduje się ratusz z wieżą zegarową. Jego budowę ukończono w 1761 roku. Do II wojny światowej rynek pełnił jeszcze funkcje handlowe: mieściły się tu kramy kupieckie, natomiast wieża była wykorzystywana jako punkt obserwacyjny straży pożarnej. W 1939 roku, po wkroczeniu do Polski Armii Czerwonej, Rosjanie rozebrali budynek, a nawet zamierzali w tym miejscu postawić pomnik Stalina. W latach 1954–1958 odbudowano obiekt. Obecnie jest siedzibą Muzeum Okręgowego, posiadającego bogate zbiory z dziedziny sztuki, etnografii i archeologii.

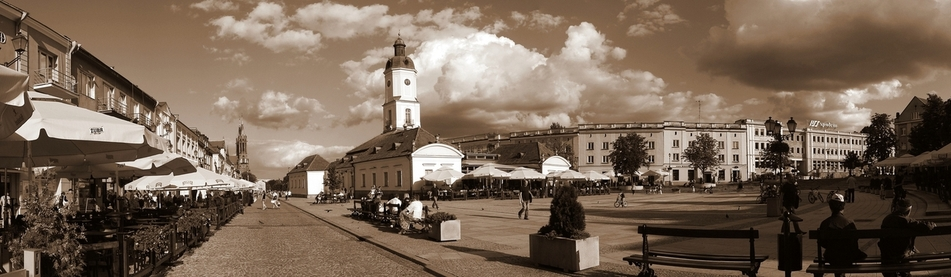
Rynek Kościuszki i ratusz (2011)

## Otoczenie
Przy Rynku Kościuszki znajduje się szereg budynków i budowli posiadających wartości nie tylko historyczne, ale i zabytkowe.

### Pierzeja północna

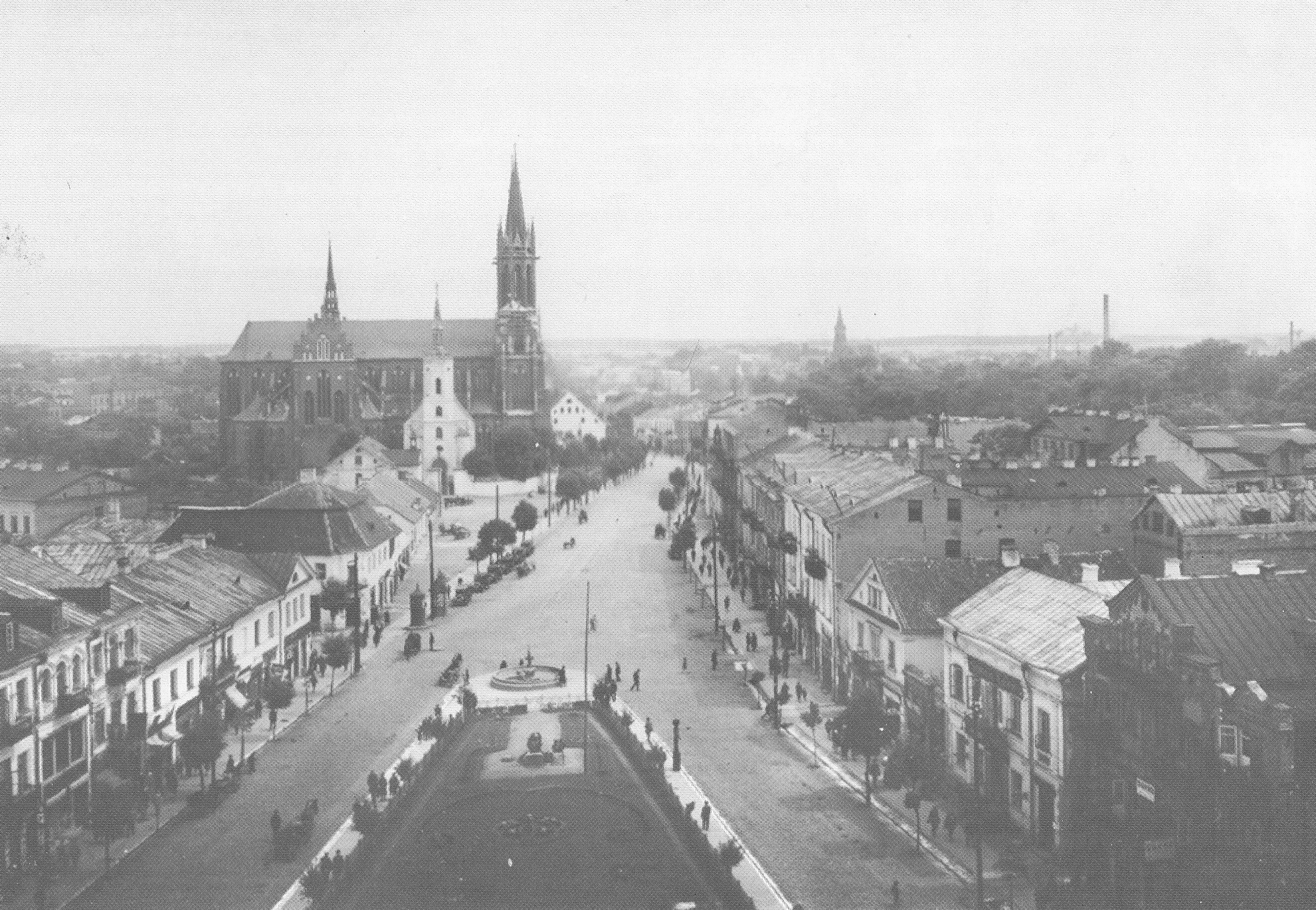
Część wschodnia rynku w 1928 roku

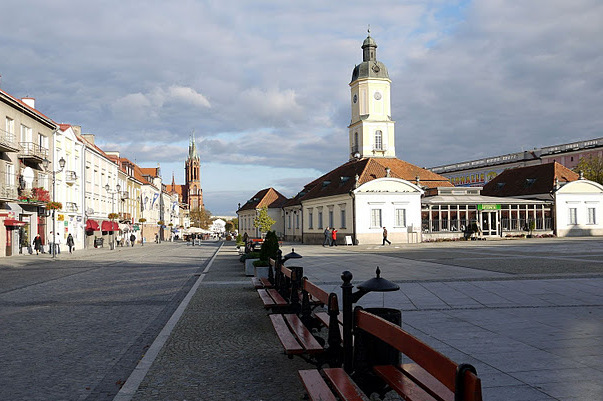
Widok rynku od strony ulicy Spółdzielczej

Pierzeja północna (w części wschodniej) rozpoczyna się od placu Jana Pawła II do przecięcia się z ul. H. Sienkiewicza. Reprezentacyjna promenada zachowana w formie ulicy.
- Rynek Kościuszki – Archikatedra białostocka pw. Wniebowzięcia NMP (róg ul. Kościelnej)
- Rynek Kościuszki 2 – Kino Ton
- Rynek Kościuszki 4 – Cekhauz, w którym mieści się Archiwum Państwowe, przed którym aktualnie znajduje się pomnik J. Piłsudskiego,
- Rynek Kościuszki 6 – restauracja Astoria (róg ul. H. Sienkiewicza),

Pierzeja północna (w części zachodniej) Rynku Kościuszki zaczyna się od ul. H. Sienkiewicza i biegnie w kierunku ul. Lipowej (do skrzyżowania z ul. Spółdzielczą).
- Rynek Kościuszki 8 – EMPIK (róg ul. H. Sienkiewicza),
- Rynek Kościuszki 16 – budynek banku PKO (róg ul. Zamenhofa),
- Rynek Kościuszki 24 – Almatur (biuro podróży).

### Pierzeja południowa

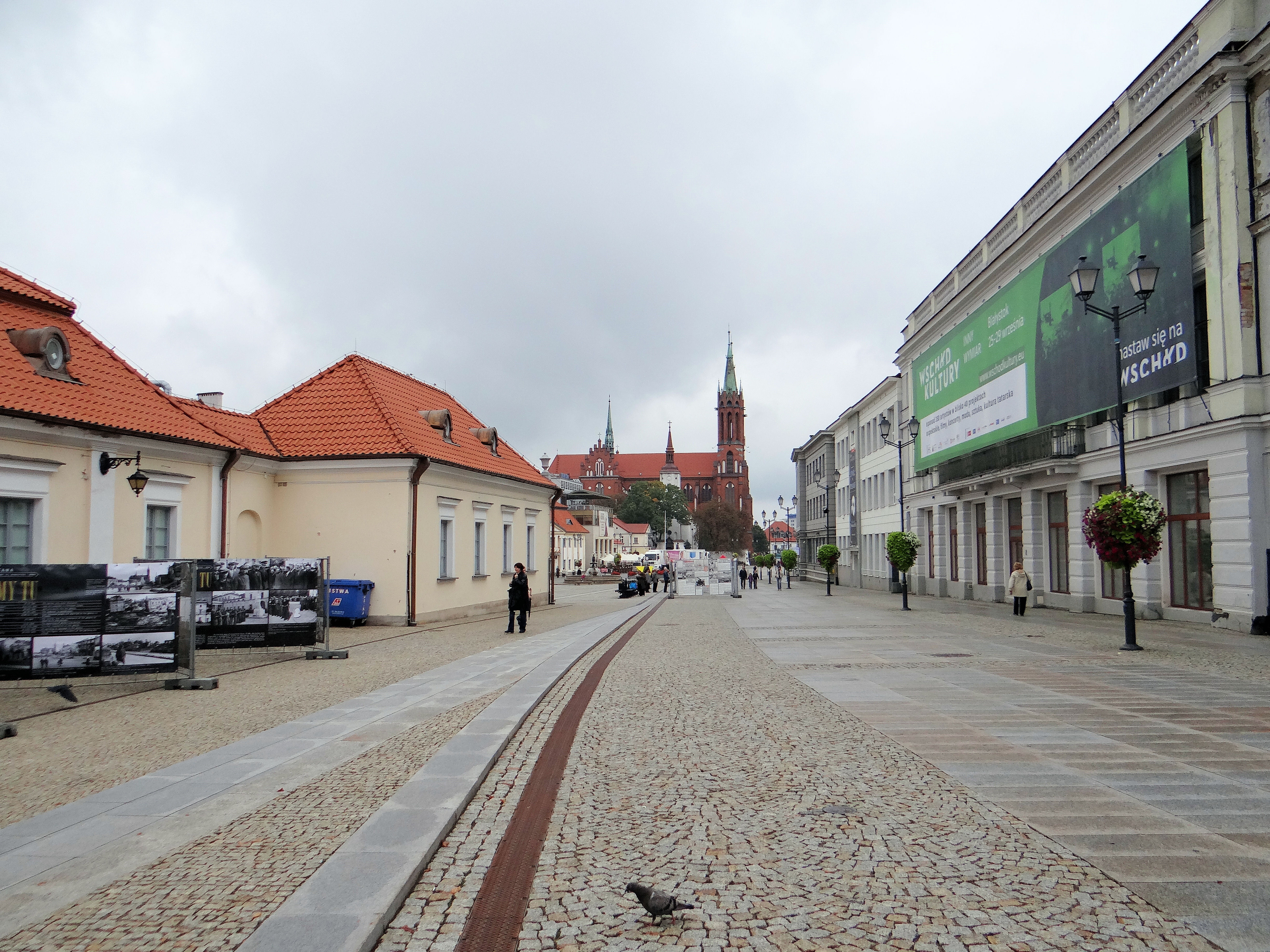
Widok na pierzeję południową

- Rynek Kościuszki 5 – zabytkowy klasztor Sióstr Miłosierdzia św. Wincentego
- Rynek Kościuszki 7 – Bank PKO SA
- Rynek Kościuszki 9 – Kuratorium Oświaty
- Rynek Kościuszki 11 – dawny Dom Handlowy „Nowy” (Powszechny Dom Towarowy), obecnie restauracja Bierhalle. Otwarto w roku 1955, projekt był gotowy już w roku 1949
- Rynek Kościuszki 13 – Poczta Polska, kawiarnia „Czerwony Fortepian”, sklep jubilerski „Złotnictwo”
- Rynek Kościuszki 15 – piwiarnia i bar Podlasie.

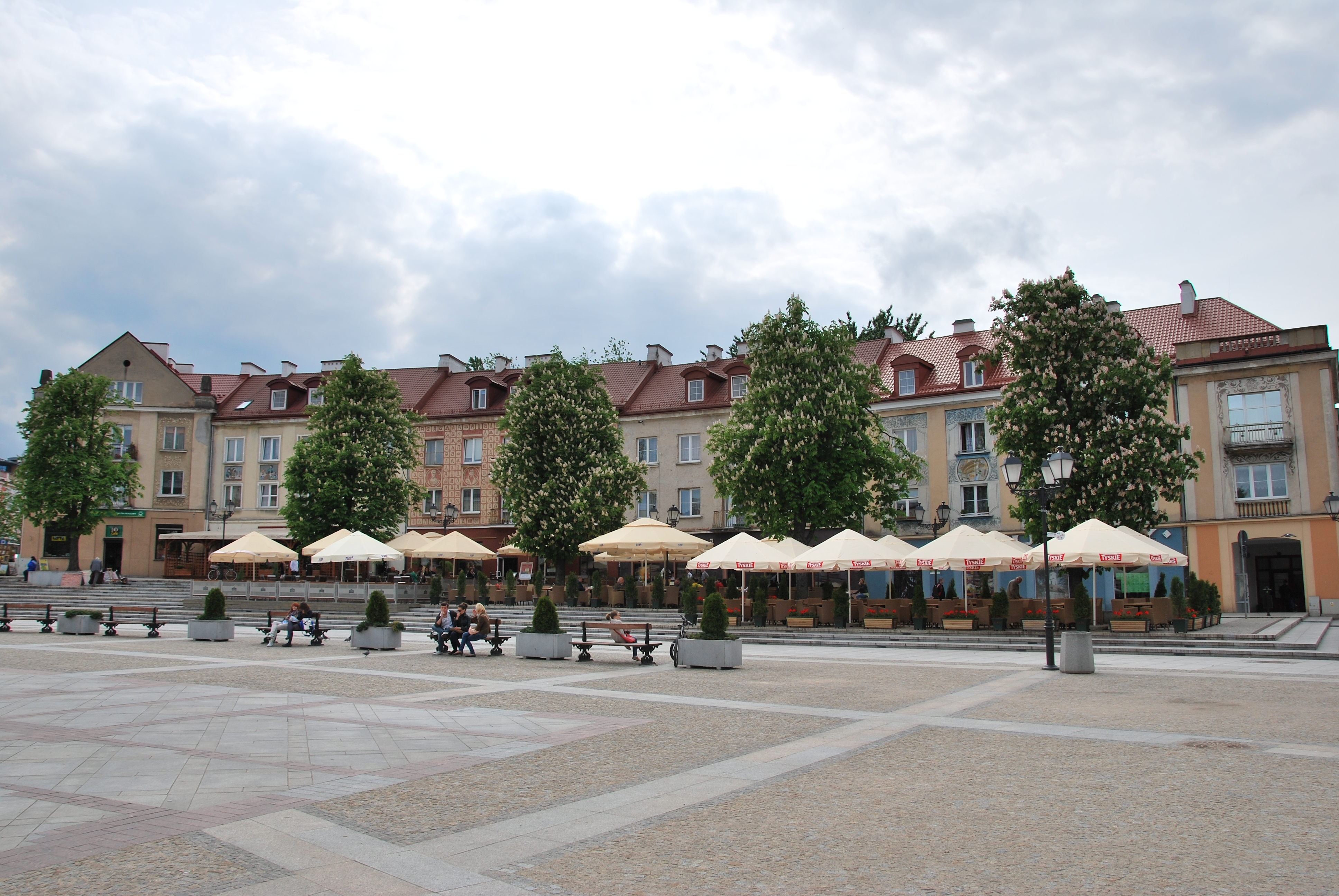
Pierzeja zachodnia Rynku

### Pierzeja zachodnia
Spośród trzech pierzei Rynku Kościuszki najbardziej efektowna jest zachodnia, którą tworzy linię zabudowy pomiędzy ul. Suraską a ul. Lipową na wysokości ul. Spółdzielczej. Za kolorowymi fasadami odbudowanych po wojnie kamieniczek, pod którymi przez wszystkie letnie miesiące wystawiają na sprzedaż swoje dzieła białostoccy i przyjezdni malarze, znalazła pomieszczenia galeria, salonik prasowy Ruch, kawiarnia Wedel (dawniej była tu ulubiona kawiarnia plastyków o nazwie Marszand), księgarnia i kawiarnia Akcent.
Elewacje kamieniczek zdobione są przez dekoracje wykonane techniką sgraffito. Obok elementów roślinnych, wizerunków zwierząt, postaci muz są umieszczone portrety ludzi zasłużonych dla regionu:
- ks. Krzysztofa Kluka – przyrodnika z Ciechanowca, autora „Dykcjonarza roślinnego”,
- księżnej Anny z Sapiehów Jabłonowskiej z Siemiatycz – znanej reformatorki okresu oświecenia,
- Adriana Krzyżanowskiego – matematyka, fizyka i historyka, urodzonego w Dąbrowie Białostockiej,
- Krzysztofa Lacha Szyrmy – literata i politologa spod Olecka,
- Antoniego Stanisława Wagi – entomologa z Grabowa.

## Galeria zdjęć

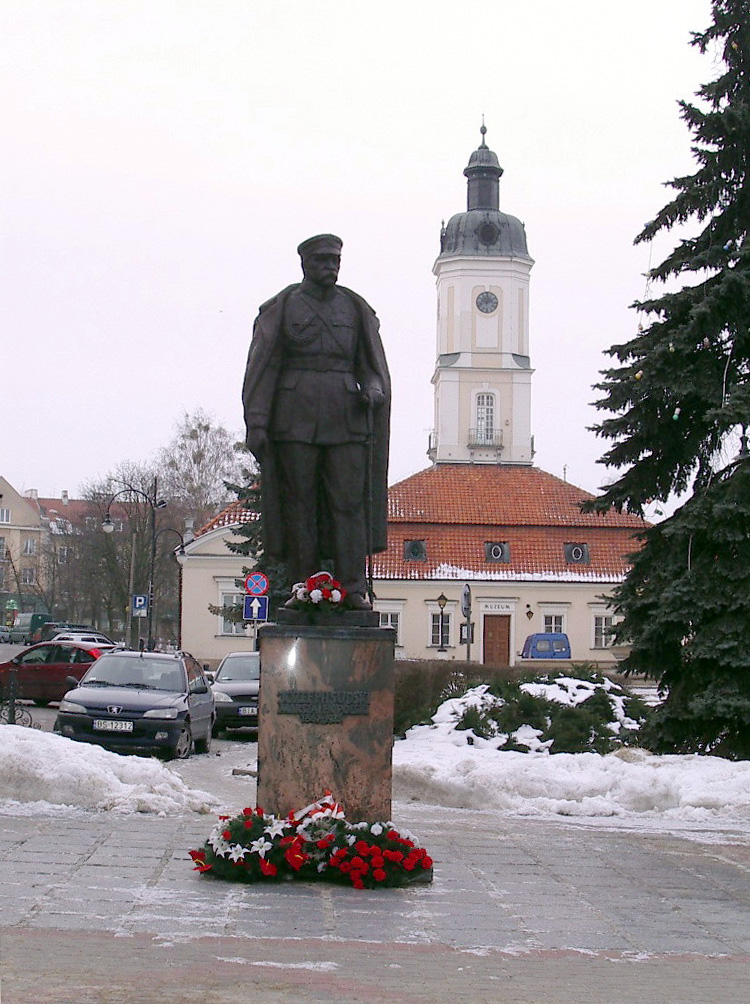
Pomnik J. Piłsudskiego na Rynku Kościuszki (pierwsza lokalizacja z lat 1990–2008, obecnie przeniesiony)
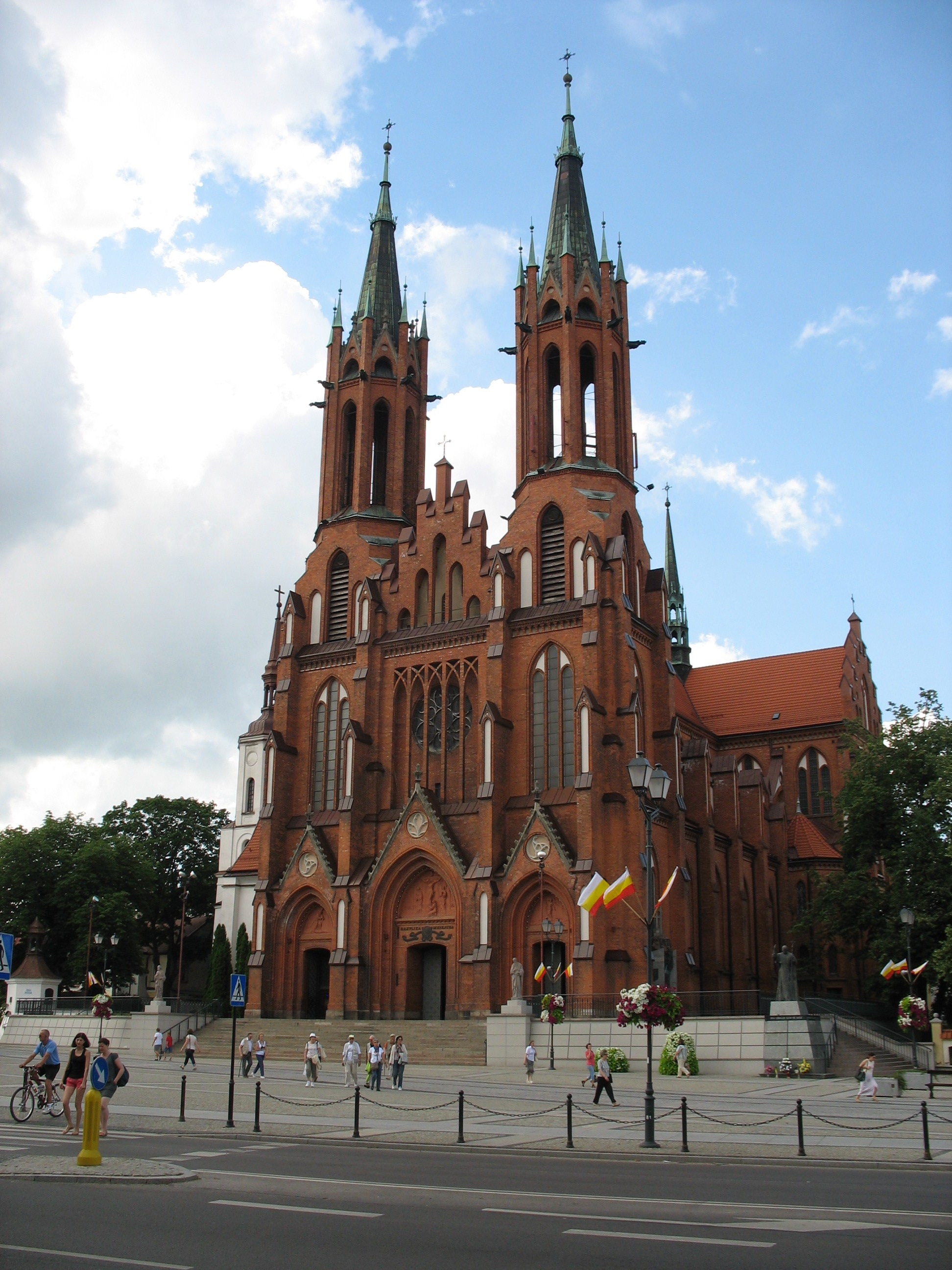
Archikatedra białostocka pw. Wniebowzięcia NMP (1900-1905)
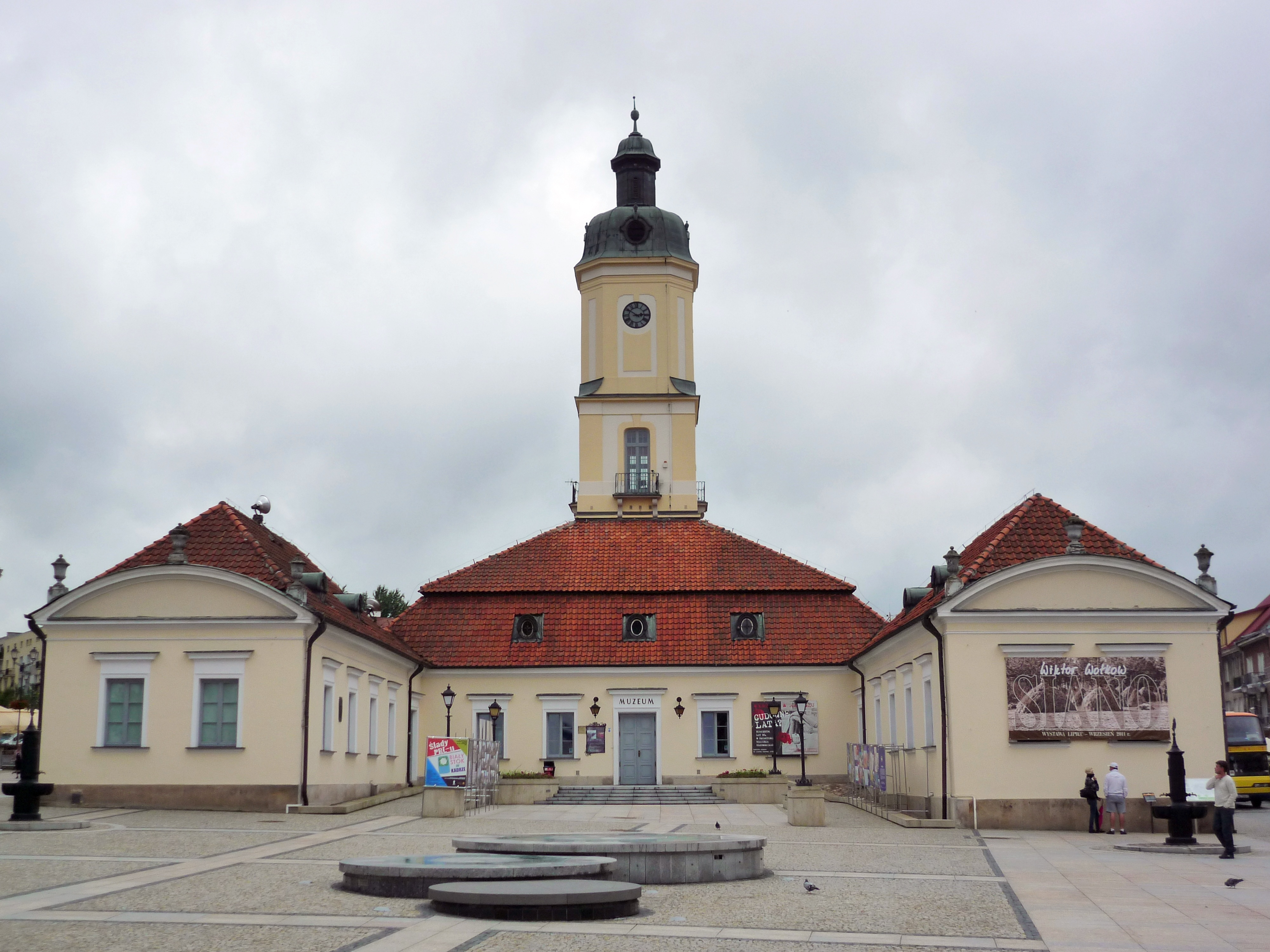
Budynek Ratusza, widok od strony Rynku
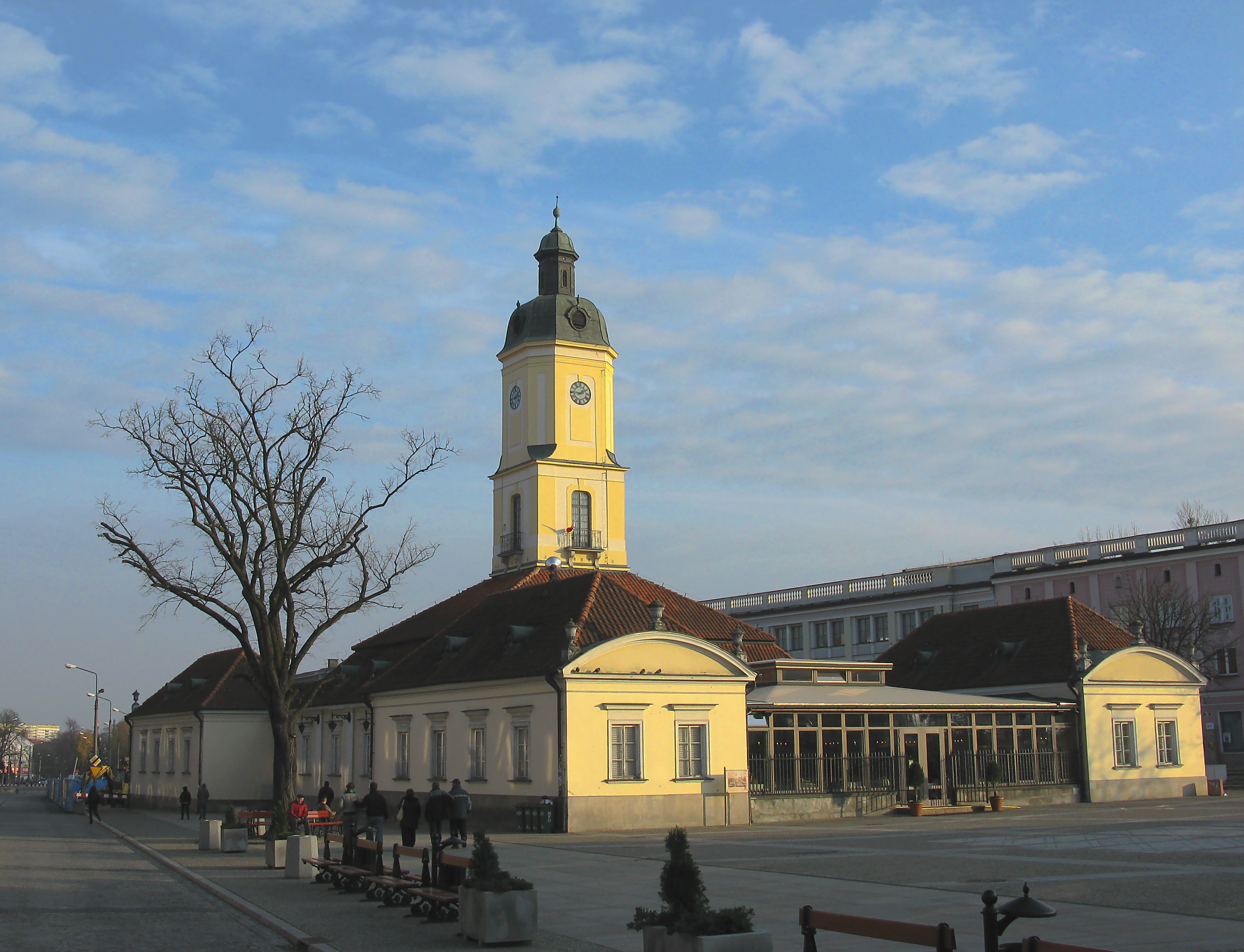
Ratusz widziany od strony ul. Lipowej
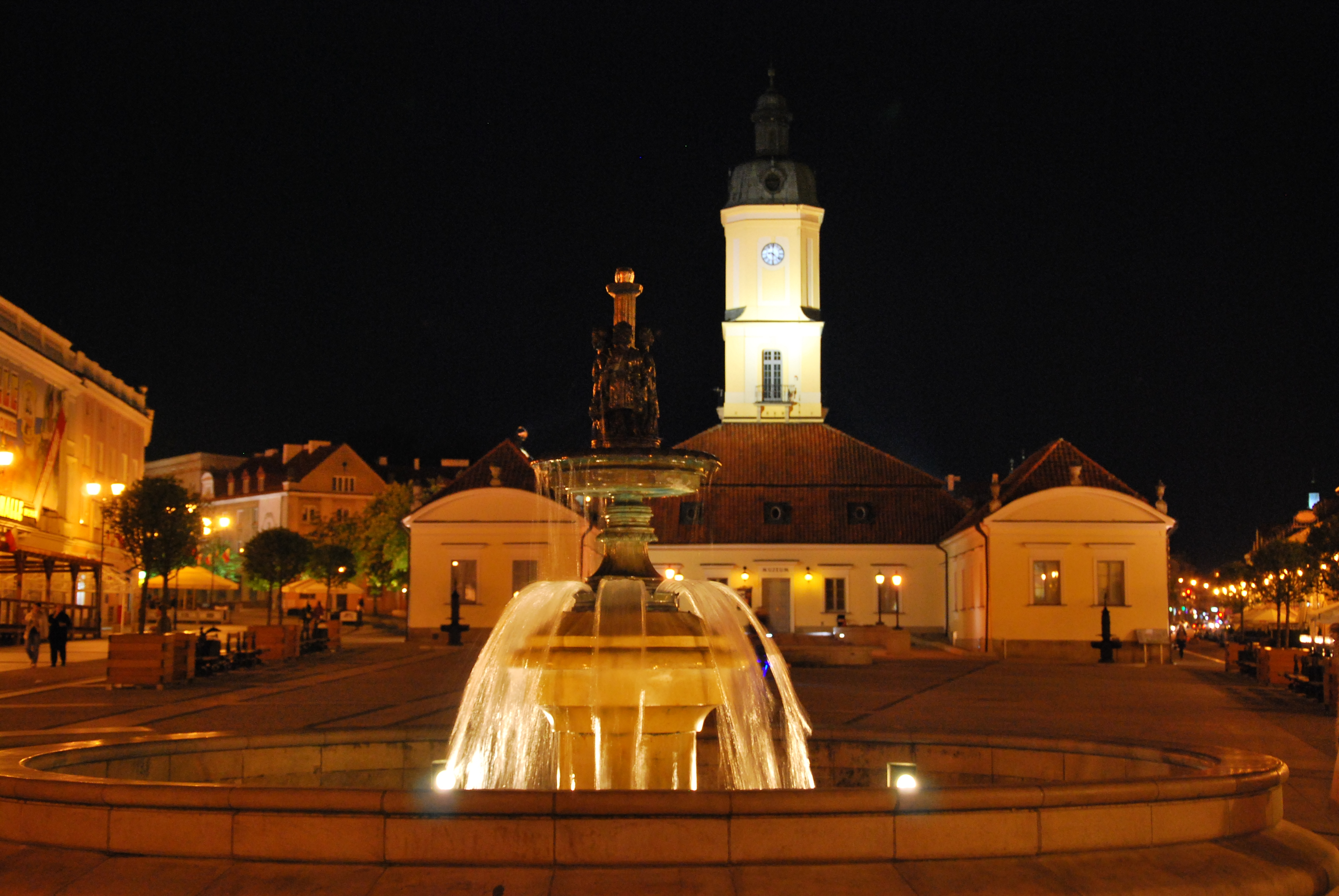
Fontanna i budynek Ratusza nocą

## Komunikacja miejska
Rynek Kościuszki jest wyłączony z ruchu kołowego, z wyjątkiem przecinającej go ulicy H. Sienkiewicza, po której m.in. kursują autobusy komunikacji miejskiej. Ponadto z wielu stron w pobliżu Rynku znajdują się przystanki autobusowe umożliwiające dojazd (dotarcie) do tej części miasta.